# Naxar checheno
El naxar (pronunciado en idioma checheno nakhar o Nahar) es el nombre de la unidad monetaria que los separatistas chechenos tenían previsto introducir como moneda de curso legal en la República Chechena de Ichkeria.

## Billetes
En el año 1994, en el Reino Unido fueron impresos billetes con las siguientes denominaciones: 1, 3, 5, 10, 50, 100, 500 y 1000 naxar, fueron fechados como producidos en el año 1995. Según otras fuentes, algunos billetes fueron impresos en Alemania.
Esta moneda no fue puesta en circulación, y casi todos los billetes impresos almacenados en el banco de Grozny fueron destruidos por las Fuerzas Armadas de Rusia. Algunos ejemplares de los billetes se conservan en Múnich.
No se emitieron monedas.